# Pinus attenuata
Espèce
Synonymes
- Pinus californica Hartw.[1]
- Pinus tuberculata Gordon[1]

Statut de conservation UICN

LC : Préoccupation mineure
Pinus attenuata est une espèce de conifères de la famille des Pinaceae.